# Roberto Carlos (álbum de 2002)
Roberto Carlos é um álbum ao vivo do cantor e compositor Roberto Carlos, de 2002. Gravado durante o show no Aterro do Flamengo, em comemoração aos 90 anos do Bondinho do Pão de Açúcar, trouxe regravações habituais de seus antigos sucessos, além da inédita ''Seres Humanos'' gravada em estúdio, e de remixes de dois de seus grandes hits como ''Se Você Pensa'' e ''O Calhambeque (Road Hog)''.

## Faixas
1. Seres Humanos
2. Emoções
  - do álbum de 1981
3. Como É Grande o Meu Amor por Você
  - do álbum Em Ritmo de Aventura (1967)
4. Amor Perfeito
  - do álbum de 1986
5. Parei Na Contramão
  - do álbum Splish Splash (1963)
6. Força Estranha
  - do álbum de 1978
7. E Por Isso Estou Aqui
  - do álbum Em Ritmo de Aventura (1967)
8. Proposta
  - do álbum de 1973
9. Luz Divina
  - do álbum de 1991
10. Eu Te Amo Tanto
  - do álbum de 1998
11. Amor Sem Limite
  - Amor Sem Limite (2000)
12. Jesus Cristo
  - do álbum de 1970
13. Se Você Pensa (Memê Super Club Mix 2002)
  - do álbum O Inimitável (1968)
14. O Calhambeque (Road Hog) [remix]
  - do álbum É Proibido Fumar (1964)